# Norskt Mästerskap (trav)
Norskt Mästerskap är ett travlopp för varmblodstravare som körs på Biri Travbane i Gjøvik i Norge varje år under hösten. Det är ett Grupp 2-lopp, det vill säga ett lopp av näst högsta internationella klass. Loppet körs över distansen 2600 meter med autostart. Förstapris i loppet är 250 000 norska kronor.
Första upplagan av loppet kördes 1983. Premiärupplagan vanns av Lins Royal R..

## Vinnare
| År   | Häst            | Efter          | Kusk                  | Tränare               | Tid    |
| ---- | --------------- | -------------- | --------------------- | --------------------- | ------ |
| 2023 | Stoletheshow    | Dream Vacation | Frode Hamre           | Frode Hamre           | 1.13,5 |
| 2022 | Stoletheshow    | Dream Vacation | Frode Hamre           | Frode Hamre           | 1.13,2 |
| 2021 | Lionel N.O.     | Look de Star   | Göran Antonsen        | Göran Antonsen        | 1.14,3 |
| 2020 | Ferrari B.R.    | Muscles Yankee | Per Oleg Midtfjeld    | Per Oleg Midtfjeld    | 1.13,2 |
| 2019 | Ferrari B.R.    | Muscles Yankee | Per Oleg Midtfjeld    | Per Oleg Midtfjeld    | 1.13,2 |
| 2018 | Lionel N.O.     | Look de Star   | Göran Antonsen        | Göran Antonsen        | 1.13,9 |
| 2017 | Lionel N.O.     | Look de Star   | Göran Antonsen        | Göran Antonsen        | 1.12,3 |
| 2016 | Glen Ord Superb | Orlando Vici   | Geir Vegard Gundersen | Geir Vegard Gundersen | 1.13,9 |
| 2015 | Support Justice | Kadabra        | Geir Vegard Gundersen | Geir Vegard Gundersen | 1.12,8 |
| 2014 | Support Justice | Kadabra        | Geir Vegard Gundersen | Geir Vegard Gundersen | 1.13,6 |